# ريس ميتشيل
ريس ميتشيل (بالإنجليزية: Reece Mitchell)‏ هو لاعب كرة قدم بريطاني في مركز نصف الجناح، ولد في 19 سبتمبر 1995 في وستمنستر في المملكة المتحدة. لعب مع نادي تشيسترفيلد.

## وصلات خارجية
- ريس ميتشيل على موقع قاعدة بيانات كرة القدم.إي يو (الإنجليزية)
- ريس ميتشيل على موقع Soccerbase.com (لاعب) (الإنجليزية)
- ريس ميتشيل على موقع Soccerway.com (الإنجليزية)